# Wim Fissette
Wim Fissette (ur. 22 marca 1980 w Sint-Truiden) – belgijski trener tenisa i były zawodowy tenisista. Od 2024 roku jest trenerem Igi Świątek, a wcześniej współpracował z byłymi liderkami rankingu WTA: Kim Clijsters (2009-2011), Simoną Halep (2014), Wiktoryją Azarenką (2015-2016, 2018-2019), Angelique Kerber (2017-2018) i Naomi Osaką (2020-2022).

## Kariera sportowa
23 sierpnia 1999 roku Fissette osiągnął swoją najwyższą 1291. pozycję w rankingu singlowym ATP.

## Kariera trenerska
W 2009 roku Fissette po raz pierwszy pełnił funkcję trenera. Początkowo był sparingpartnerem Kim Clijsters, a został oficjalnym trenerem gdy ta wróciła do WTA Tour. Pod jego kierownictwem Clijsters wygrała tego roku US Open, w którym brała udział korzystając z dzikiej karty i z powodzeniem obroniła tytuł dwanaście miesięcy później. Wygrała także turniej WTA Tour Championships 2010, a niedługo potem, na początku kolejnego roku, Australian Open 2011. Przez jeden tydzień w 2011 roku była numerem jeden na świecie. W tym samym roku Fissette i Clijsters zakończyli współpracę.
W 2013 roku, na krótko przed French Open, został trenerem Sabine Lisicki. Chociaż Lisicki nie zdołała zdobyć żadnego tytułu pod wodzą Fissette, to odniosła parę sukcesów podczas Wimbledonu 2013. W 4 rundzie pokonała faworytkę Serenę Williams wygrywając 6-2, 1-6, 6-4, tym samym przerywając passę 34 zwycięstw z rzędu Williams. Dotarła również do finału, gdzie przegrała z Marion Bartoli w trzech setach.
W 2014 roku Fissette został trenerem Simony Halep. Ich współpraca przyniosła Halep lepsze wyniki, która dotarła wówczas do swojego pierwszego ćwierćfinału Wielkiego Szlema na Australian Open, a następnie do finału French Open i do półfinału Wimbledonu. W sierpniu tego samego roku osiągnęła również najwyższą w karierze pozycję w światowym rankingu. Mimo tego, pod koniec roku, Halep zakończyła współpracę tłumacząc, że chciała skupić się na pracy z trenerami z rodzinnej Rumunii.
W lutym 2015 roku Fissette został trenerem byłej liderki światowego rankingu Wiktorii Azarenki. W chwili objęcia stanowiska Azarenka zajmowała 50. miejsce w światowym rankingu. Fissette pozostał z Azarenką do połowy 2016 roku, kiedy to ogłosiła, że jest w ciąży.
Od początku 2017 roku Fissette został trenerem Johanny Konty. Pod jego okiem rozpoczęła rok wygrywając Sydney International i Miami Open. Dzięki pomocy Fissette'a osiągnęła najwyższą w karierze, czwartą, pozycję w rankingu światowym. 18 października 2017 roku ogłoszono, że Fisette i Johanna kończą współpracę.
Jeszcze w 2017 roku Fissette rozpoczął współpracę z Angelique Kerber, dwukrotną mistrzynią Wielkiego Szlema i byłą numerem jeden na świecie. Niemka miała wcześniej nieudany sezon i wypadła z pierwszej dwudziestki. Dotarła z Fisette do półfinału Australian Open, a następnie wygrała Wimbledon. W październiku 2018 roku podjęli jednak decyzję o zakończeniu współpracy ze względu na różnice w wizji dalszej kariery Kerber. Fisette wrócił wówczas do współpracy z Azarenką, z którą współpracował do 2019 roku.
W latach 2020-2022 współpracował z Naomi Ōsaką, która wygrała w tym czasie dwa turnieje wielkoszlemowe: US Open 2020 oraz Australian Open 2021. Zawiesili współpracę w związku z urlopem macierzyńskim Naomi.
Latem 2023 roku Tennis World poinformował, że Fissette został trenerem Qinwen Zheng. Według Zheng we wrześniu 2023 roku Fissette „zerwał kontrakt” by ponownie dołączyć do zespołu Osaki.
We wrześniu 2024 roku Naomi Osaka ogłosiła, że rozstała się z Fissette’em. 17 października 2024 roku Iga Świątek ogłosiła, że jej nowym trenerem zostanie Fissette.